# بيندر (مولدوفا)
بيندر (بالإنجليزية: Bender)‏ (بالروسية: Бендеры) هي مدينة داخل حدود مولدوفا، ولكنها تتبع لسيطرة جمهورية ترانسنيستريا (غير المُعترف بها) منذُ عام 1992.

## توأمة
لبيندر (مولدوفيا) اتفاقيات توأمة مع كل من:
- بيرا
- كافرياجو
- دوباساري
- مونتيسيلفانو
- أوشامشير

## معرض الصور

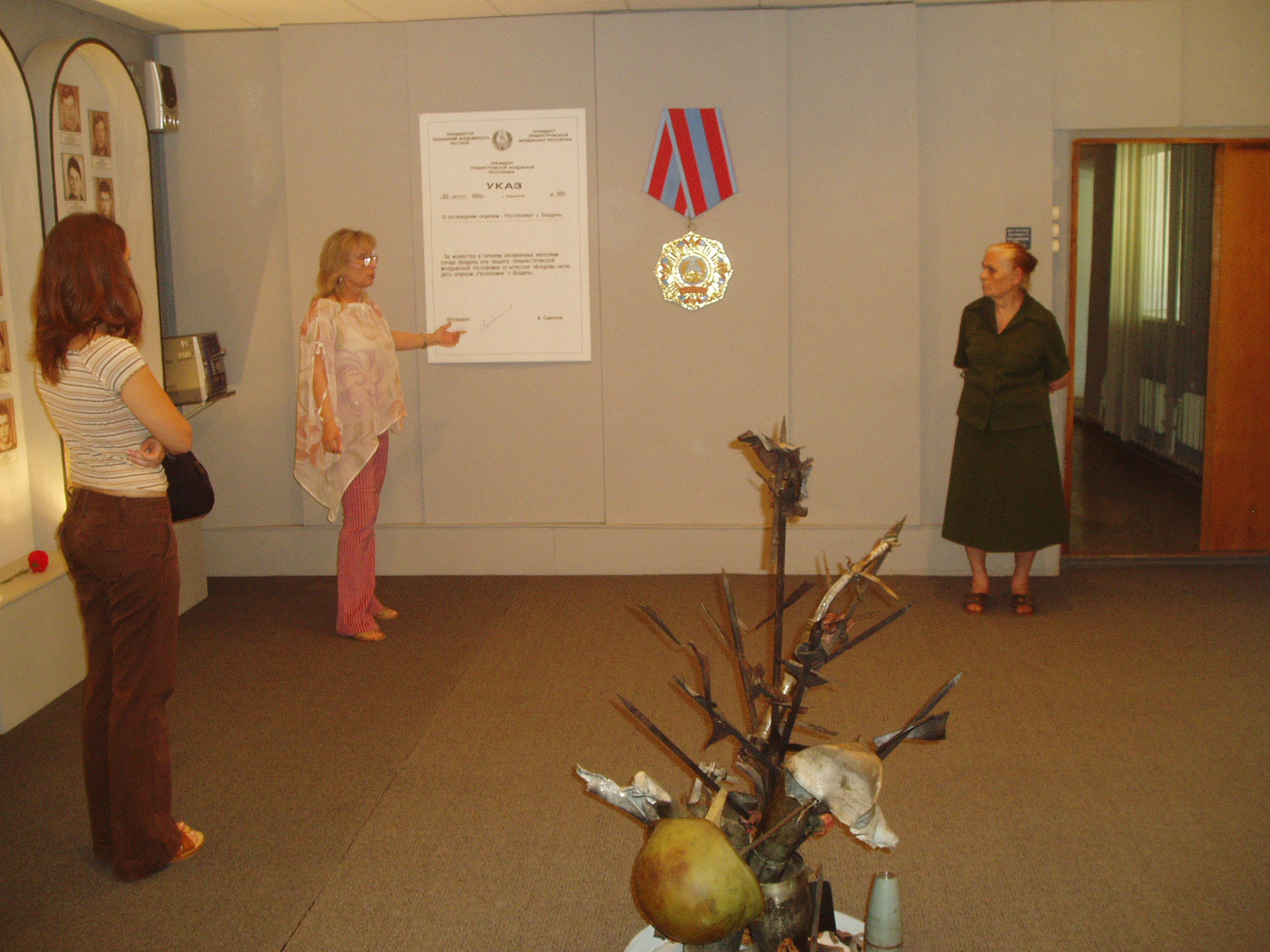
مديرة متحف الحرب في بيندر مع نساء أُخريات في الغرفة التذكارية

## أعلام
- ليف بيرغ
- سيرهي ستوليرينكو
- يفجيني فيدوروف
- علي باشا البندرلي
- إميل كونستانتينسكو